# جالين روبنسون
جالين روبنسون (بالإنجليزية: Jalen Robinson)‏ (8 مايو 1994 في الولايات المتحدة - ) هو لاعب كرة قدم أمريكي في مركز الدفاع. شارك مع منتخب الولايات المتحدة تحت 18 سنة لكرة القدم. أما مع النوادي، فقد لعب مع دي.سي. يونايتد وفينيكس راسينغ وريتشموند كيكرز.

## وصلات خارجية
- جالين روبنسون على موقع الدوري الأمريكي (الإنجليزية)
- جالين روبنسون على موقع قاعدة بيانات كرة القدم.إي يو (الإنجليزية)
- جالين روبنسون على موقع Soccerbase.com (لاعب) (الإنجليزية)
- جالين روبنسون على موقع Soccerway.com (الإنجليزية)
- جالين روبنسون على موقع عالم كرة القدم.نت (الإنجليزية)
- جالين روبنسون على موقع AS.com (الإسبانية)